# Amoeba
Amoeba là một chi động vật nguyên sinh bao gồm các sinh vật đơn bào không có hình dạng nhất định.

## Lịch sử
Các amoeba nhỏ bé lần đầu tiên được phát hiện vào tháng 8 năm 1757 bởi Johann Rosel von Rosenhof. Nhà tự nhiên học sớm gọi Amoeba là vi sinh vật Proteus sau khi vị thần Hy Lạp Proteus, vị thần có thể thay đổi hình dạng của mình. Tên "amibe" đã được đặt bởi Bory de Saint-Vincent, từ amoibè tiếng Hy Lạp (αμοιβή), có nghĩa là thay đổi. Dientamoeba fragili được mô tả đầu tiên vào năm 1918, và có liên quan đến tác hại đối với con người